# Matt Corby
Matthew John Corby (ur. 7 listopada 1990 r.) – australijski wokalista, muzyk i autor tekstów. Zadebiutował w australijskiej edycji programu Idol. Światową sławę przyniósł mu wydany w 2011 roku minialbum Into the Flame, który zajął 3. miejsce na ARIA Singles Chart, pokrywając się w kwietniu 2012 roku pięciokrotną platyną w Australii. W 2012 roku, jego singiel 'Brother', zdobył nagrodę ARIA w kategorii Utwór Roku.

## Życiorys

### Wczesne życie i początki kariery
Matthew John Corby urodził się 7 listopada 1990 roku w Finely w Nowej Południowej Walii. Uczęszczał do tamtejszego Finely High School, gdzie rozpoczęła się jego muzyczna kariera. Tam też zaangażował się w pracę w zespole i szkolnym chórze. W 2007 roku, Corby wziął udział w australijskiej edycji programu Idol, w którym zajął drugie miejsce.

## Kariera

### 2009 – 2011
5 lipca 2009 roku, Matt Corby wydał swój debiutancki minialbum Song For... Następnie przeniósł się do Londynu, gdzie rozpoczął współpracę z wytwórnią płytową Communion, kierowaną przez Bena Lovett'a, członka zespołu Mumford & Sons. W tym czasie Corby został porównany do Nicka Drake’a i Jeffa Buckleya. 28 maja 2010 roku, wydał swoje kolejne EP, My False, a już 20 października swój trzeci minialbum, Transition to Colour. Od końca 2010 przez pierwsze miesiące 2011 roku, zagrał liczne koncerty w Londynie, a w lutym wystąpił w South by Southwest (SXSW) w Austin, Texasie. Powrócił do Australii, gdzie w ramach 'Secret Garden Tour', występował w ogrodach swoich fanów na terenie całej Australii. Jego utwór, 'Made of Stone', został wykorzystany w australijskich programach telewizyjnych Underbelly: Razor i Brothers and Sisters. 'Lighthome' i 'Song For' użyto w australijskiej telenoweli Home and Away. Matt Corby nagrał cover utworu By My Side autorstwa INXS, a także wystąpił gościnnie na albumie The Memory Machine, Julii Stone, oraz w utworze 'Golden Track' autorstwa Passengers.

### 2011 – 2013
We wrześniu 2011 roku, Matt Corby nagrał swój czwarty minialbum, Into the Flame, który ukazał nowy kierunek muzyczny obrany przez Corby'ego. Można znaleźć na nim wpływy muzyki soul, blues i folk. Tytułowy utwór został opisany, jako „surowy lirycznie i ujmująco szczery”. Jest to pierwszy album artysty, który wszedł do notowania ARIA Charts, gdzie 4 grudnia 2011 roku, zajął 46. miejsce na ARIA Top 50 Singles Chart, skąd następnie przeskoczył na miejsce 3.
W grudniu 2012 roku, Into the Flame pokryło się pięciokrotną platyną w Australii, stając się do tej pory największym muzycznym sukcesem Corby'ego. EP oraz singiel 'Brother' były promowane podczas narodowej trasy koncertowej Into the Flame Tour, w której skład wchodziły również występy w ramach mini trasy 'Secret Garden' Summer Tour, odbytej na terenie New South Wales. W styczniu 2012 roku, Matt Corby zwyciężył w dwóch kategoriach na FBI Radio's annual SMAC Awards w Darlinghurts, Sydney – 'Next Big Thing' oraz 'Song of the Year' (za utwór 'Brother'). Podczas sesji dla stacji radiowej Triple J, wykonał utwór 'Brother', 'Like a Version' oraz cover 'Lonely Boy' zespołu The Black Keys. Na początku 2012 roku wystąpił w ramach trasy koncertowej w USA i Wielkiej Brytanii. 'Brother' trafił na 3. miejsce zestawienia Triple J Hottest 100, 2011, a cover 'Lonely Boy' w jego wykonaniu, uplasował się na miejscu 69. w zestawieniu Triple J Hottest 100, 2012. 7 grudnia 2012 roku, Matt Corby wydał Digital iTunes Session EP, gdzie zagrał 5 utworów ze swoich poprzednich wydawnictw w wersji akustycznej. Pierwszą połowę 2013 roku, spędził w Los Angeles, pracując nad swoim kolejnym EP. Corby został nominowany w trzech kategoriach do 2012 ARIA Music Awards – 'Breakthrough Artist', 'Best Male Artist' oraz 'Song of the Year', z czego w ostatniej zwyciężył. Nową wersję 'Made of Stone' możemy obecnie usłyszeć w programie NCIS w USA.
21 maja 2013 roku, Matt Corby wydał nowy singiel, 'Resolution', pochodzący z jego najnowszego EP, o tej samej nazwie.

## Dyskografia

### EP
| Rok  | Szczegóły albumu                                                                                         | Miejsca na listach w AUS | Certyfikaty     |
| ---- | --- | ------------------------ | --------------- |
| 2009 | Song For... - Wydany: 5 lipca 2009 - Wytwórnia: Scorpio Music - Forma: CD, digital download              | —                        | —               |
| 2010 | My False - Wydany: 28 maja 2010 - Wytwórnia: Communion - Forma: CD, digital download                     | —                        | —               |
| 2010 | Transition to Colour - Wydany: 19 października 2010 - Wytwórnia: Communion - Forma: CD, digital download | —                        | —               |
| 2011 | Into the Flame - Wydany: 11 listopada 2011 - Wytwórnia: Communion - Forma: CD, digital download          | 3                        | AUS: 5x Platyna |
| 2013 | Resolution - Wydany:12 lipca 2013 - Wytwórnia: Universal Music Australia - Forma: CD, digital download   | —                        | —               |

### Single
| Tytuł                                      | Rok  | Pozycje na listach | Pozycje na listach | Pozycje na listach | Certyfikaty     | Album                |
| Tytuł                                      | Rok  | AUS                | NL                 | UK                 | Certyfikaty     | Album                |
| ------------------------------------------ | ---- | ------------------ | ------------------ | ------------------ | --------------- | -------------------- |
| "Letters"                                  | 2009 | —                  | —                  | —                  | —               | Song For...          |
| "My False"                                 | 2010 | —                  | —                  | —                  | —               | My False             |
| "Made of Stone"                            | 2010 | —                  | —                  | —                  | —               | Transition to Colour |
| "Brother"                                  | 2011 | 3                  | 32                 | —                  | AUS: 5x Platyna | Into the Flame       |
| "Resolution"                               | 2013 | 5                  | —                  | 150                | AUS: Platyna    | Resolution           |
| "—" oznacza single nie notowane na listach |      |                    |                    |                    |                 |                      |

### Teledyski
| Rok  | Tytuł                            | Reżyser      |
| ---- | -------------------------------- | ------------ |
| 2009 | "Letters"                        | Matt Hart    |
| 2010 | "Lighthome" (Live at Studio 301) | —            |
| 2010 | "Made of Stone"                  | Alex Roberts |
| 2013 | "Resolution"                     | Bryce Jepson |

## Nagrody i nominacje
| Rok  | Rodzaj                                | Nagroda                      | Wynik     |
| ---- | ------------------------------------- | ---------------------------- | --------- |
| 2009 | Vanda & Young Songwriting Competition | Final 12                     | Nominacja |
| 2011 | FBi Radio SMAC Awards                 | Next Big Thing               | Wygrana   |
| 2011 | FBi Radio SMAC Awards                 | Song of the Year ("Brother") | Wygrana   |